# Димитър Халачев
Димитър Тодоров Халачев е български революционер, одрински войвода на Вътрешната македоно-одринска революционна организация.

## Биография
Роден е в Малко Търново на 20 октомври 1880 година в семейството на Тодор и Кераца. Завършва I клас. Емигрира в България и в 1896 година постъпва на служба като подофицер в Двадесет и четвърти пехотен черноморски полк на Българската армия. Вследствие на агитацията на Стоян Петров сред емигрантите в Бургас и след срещата с Михаил Герджиков в хотел „Москва“, Димитър Халачев напуска военната служба през януари 1903 година и влиза във ВМОРО като четник на Михаил Герджиков. През февруари участва в опита за атентат при гара Синекли. До Конгреса на Петрова нива обучава смъртни дружини, участва в снабдяването с оръжие и провизии. Заедно със Стоян Томов, Петко Хашлака и Кръстю Българията обикалят василиковските села Блаца, Маджура, Пиргопуло и Резово и малкотърновските - Цикнихор, Камилите, Кладара и колибите Саботиново, Бялковци, Папракювица, Селище и други.
Халачев е определен за войвода на VI Кладарски революционен участък:
| VІ въстанически участък             | VІ въстанически участък | VІ въстанически участък                  |
| Име                                 | Родно място             | Бележка                                  |
| ----------------------------------- | ----------------------- | ---------------------------------------- |
| 1. Георги Костадиев                 | Малко Търново           | подвойвода                               |
| 2. Ефтим Попов                      | Малко Търново           | р. 1876, учител в Паспалево, секретар    |
| 3. Минчо                            | Нова Загора             | запасен подофицер, знаменосец            |
| 4. Недялко Куртев                   | Малко Търново           | групов началник в четата                 |
| 5. Стоян Томов                      | Малко Търново           |                                          |
| 6. Петко Николов                    | Малко Търново           | освен четник и куриер                    |
| 7. Димитър Ефтимов                  | Малко Търново           | знаменосец                               |
| 8. Петко Жребечков                  |                         |                                          |
| 9. Калчо Господинов                 | Камилите                |                                          |
| 10. Черняй Мерджанов                | Карнобат                |                                          |
| 11. Апостол                         |                         |                                          |
| 12. Никола Арабаджиев Бутниколибата | Лозенград               |                                          |
| 13. Яни Фъстакчията                 | Лозенград               |                                          |
| 14. Георги Градев Шарап чауш        | Малко Търново           | съдържател на „Ботевата механа“ в Бургас |
| 15. Петко Коцакев                   | Малко Търново           |                                          |
| 16. Андон Киров Рашев               | Малко Търново           |                                          |
| 17. Стамат Георгиев                 | Малко Търново           |                                          |
| 18. Тодор Хр. Тепавчаров            | Малко Търново           |                                          |

През Илинденско-Преображенско въстание участва в нападението на Василико. При потушаването на въстанието четата му охранява българските бежанци до границата с България от турската армия и башибозук.
След въстанието се връща на военна служба. Жени се за Мария, с която има двама сина – Тодор и Желю. Като умира съпругата му и остава сам, Димитър Тодоров Халачев отива да живее в село Извор при сестра си Бърза Домузчиева. Работи като библиотекар и е училищен настоятел. Умира на 27 март 1952 година в село Извор, Бургаско.
На 25 март 2004 г. в Извор е основана тракийска организация, която носи неговото име, а на 20 август 2006 г. Тракийско дружество „Димитър Тодоров Халачев“ поставя паметник на гроба му и президентът Георги Първанов, съпругата му историчка и специалистка по македоно-одринското революционно движение Зорка Първанова, директорът на Националния исторически музей Божидар Димитров и почетният председател на Тракийско дружество „Екзарх Антим I“ в Бургас Маруся Любчева откриват паметна плоча пред сградата на клуба.